# Draft da NFL

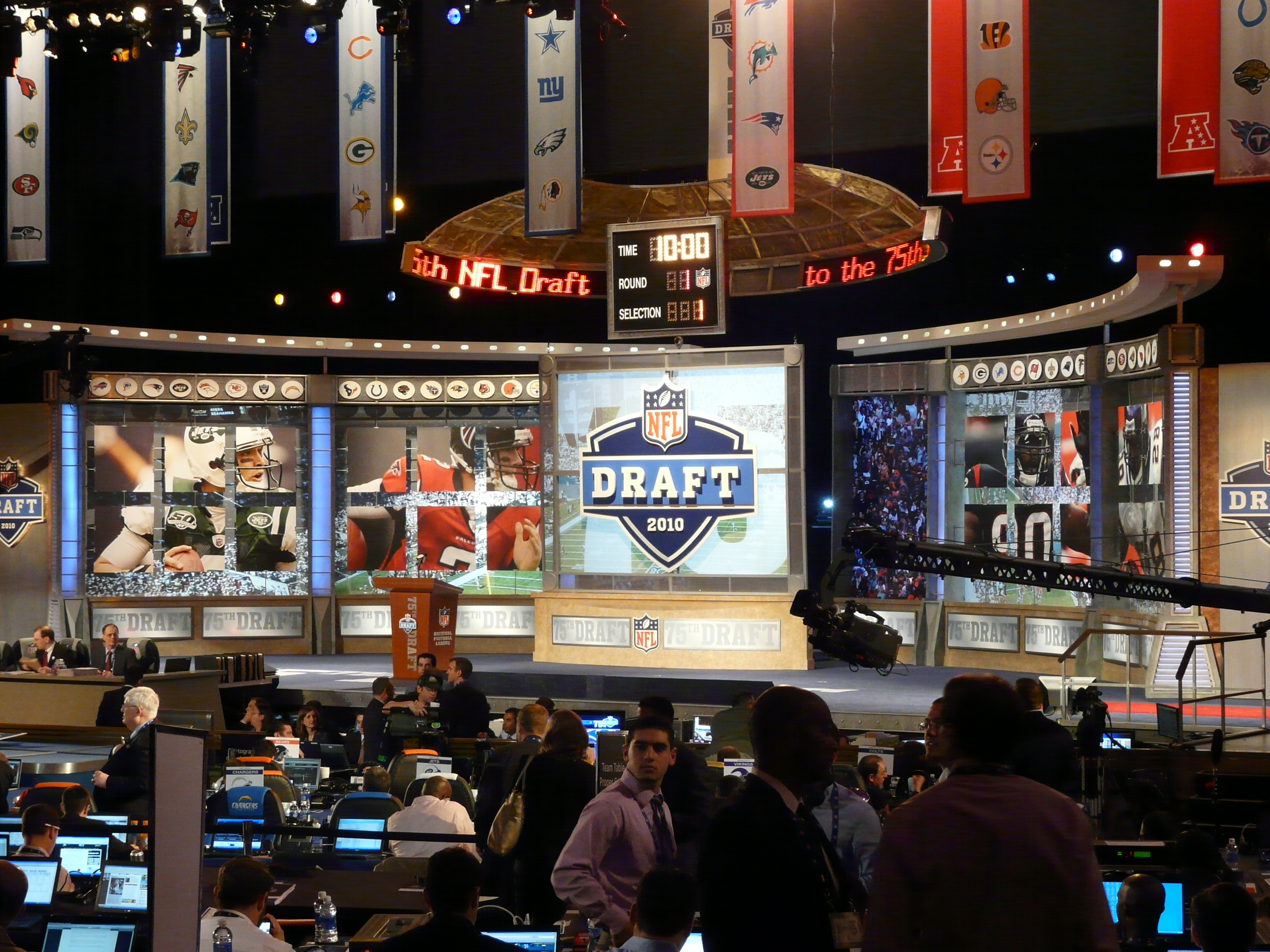
O Radio City Music Hall, onde aconteceu o Draft de 2010 da NFL.

O Draft da NFL é um evento anual em que os 32 times da National Football League escolhem novos jogadores vindos do futebol americano universitário. É a forma mais comum de recrutamento de jogadores da NFL.

## Local
O draft ocorre desde 1936 e mudou-se para locais maiores assim a popularidade aumentou, atraindo fãs do mundo inteiro. O draft de 2006 ocorreu na Radio City Music Hall, a primeira vez que esse local hospedou tal evento, e têm acontecido lá desde então. O Theater at Madison Square Garden recebeu o evento por um período de dez anos, mas a NFL o mudou para o Javits Convention Center em 2005, após uma disputa com a arena pertencente à Cablevision, que estava se opondo ao West Side Stadium, que serviria como casa do New York Jets e centro da proposta de Nova Iorque de sediar as Olímpiadas de 2012, pois o novo estádio competiria com o Madison Square Garden por apresentações e outros eventos.
Os ingressos para o Draft da NFL são gratuitos e são disponibilizados para os que forem obtê-los primeiro. Os ingressos são distribuídos no escritório da NFL, um ingresso por pessoa. Longas esperas nas filas são esperadas por fãs que desejam ver as escolhas principais do seu time. Fãs devem chegar cedo para assistir o draft. Entretanto, os fãs que assistem o Dia 2 inteiro do draft podem receber gratuitamente ingressos do Dia 1 do Draft da NFL do ano seguinte, que são enviados pelo correio.

## Procedimento e regras

### Elegibilidade
O draft é a primeira chance que os times têm para negociar com jogadores que saíram há três anos do ensino médio. A maioria dos jogadores vêm da NCAA como seniores ou juniores, sendo que os jogadores devem ter pelo menos três anos de experiência no futebol universitário, enquanto outro jogadores vem de ligas como a Arena Football League. Todos jogadores que escolham entrar em um draft devem assinar com algum agente antes de entrar no draft. Um jogador que é escolhido no draft mas decide não assinar o contrato com o time pode esperar a temporada passar, sendo referido como "holdout", e entrar no draft da temporada seguinte a menos que um comissionário da NFL não permita.

### Formato de seleção

#### Regras determinando a ordem do draft
São 7 rodadas (rounds) no draft. A ordem de escolha das rodadas ocorre de acordo com a ordem da primeira rodada. A ordem é baseada no desempenho dos times na temporada regular, com exceção dos dois times que participaram do Super Bowl, que são colocados no final da ordem. Os critérios são estes:
1. Qualquer time de expansão obtém a primeira escolha. Se houver dois times de expansão, é decidida através de cara ou coroa. O vencedor obtém a primeira escolha, e o perdedor obtém a primeira escolha em um draft de expansão.
2. O vencedor do Super Bowl é o último a escolher, e o perdedor é o penúltimo.
3. Times que chegaram aos playoffs são ordenados a partir do desempenho deles nos playoffs, a partir da fase em que foram eliminados. Entre estes, o critério de desempate é a temporada regular deles.
4. Times que não chegaram aos playoffs são ordenadas pela temporada regular que realizaram.
5. Os empates que ainda permanecem são decididos pela dificuldade de calendário dos times (ou seja, a dificuldade que terão na temporada).

Se não houver nenhum time de expansão, a primeira escolha será concedida ao time de pior desempenho na temporada passada.
Após a ordem do primeiro round ser determinada, times com o mesmo desempenho "rodam" entre eles, independente de onde chegaram nos playoffs ou qualquer outro fator (exceto que times que participaram do SUper Bowl sempre irão escolher por último). Por exemplo, no draft de 2008, Arizona, Minnesota, Houston, e Philadelphia terminaram com 8-8, e escolheram nesta ordem na primeira rodada. Na segunda rodada, a ordem se tornou Minnesota, Houston, Philadelphia e Arizona. Esta rotação continua através das 7 rodadas.
Pela primeira vez, o draft da NFL em 2010 ocorreu em três dias. A primeira rodada do Draft de 2010 da NFL ocorreu no dia 22 de Abril, a segunda e terceira rodada no dia 23 de abril, e as rodadas de 4 a 7 ocorreram no dia 24 de abril, sábado. 
O draft de 2020 foi o primeiro na história que não foi presencial, por causa da Pandemia do novo coronavírus no mundo
A primeira escolha geral do draft geralmente obtém o melhor contrato, mas o de outros contratos podem variar dependendo de muitas variáveis, como a segunda escolha geral do ano passado, a terceira, etc., e a posição de cada jogador é levada em conta. Quarterbacks, por exemplo, geralmente conseguem mais dinheiro do que homens da linha defensiva.
Cada time tem seus representantes para participar do draft. Durante o draft, sempre há um time "no relógio" ("on-clock"). Na primeira rodada, os times tem 10 minutos para realizar sua escolha (antes eram 15). O tempo para decisão cai para 7 (antes 10) na segunda rodada e 5 minutos nas rodadas a partir da terceira. Se um time não realiza sua decisão no tempo alocado, ele ainda pode enviar sua escolha após o tempo ter acabado, mas o próximo time pode escolher antes, assim sendo possível "roubar" um jogador que o time pode estar desejando. Isto ocorreu no draft de 2003, quando o Minnesota Vikings, com a 7ª escolha no geral, atrasaram com sua escolha. O Jacksonville Jaguars escolheu o quarterback Byron Leftwich e o Carolina Panthers escolheu o tackle ofensivo Jordan Gross antes dos Vikings enviarem sua escolha pelo tackle defensivo Kevin Williams.

### Trocas de escolhas
Os times podem negociar com outro antes e durante do draft o direito de escolher um jogador a mais em certa rodada. Por exemplo, um time pode incluir escolhas de drafts futuros em troca de um jogador que queiram adquirir no período de trocas. Times podem negociar durante o draft ao ceder o direito de escolher em uma rodada para ter mais escolhas nas rodadas futuras. Por isso, times podem ter nenhuma ou múltiplas escolhas em uma rodada.

### Escolhas compensatórias
Em adição às 32 escolhas em cada rodada, há um total de 32 escolhas distribuídas ao longo das rodadas 3 a 7. Essas escolhas, conhecidas como "escolhas compensatórias", são dadas a times que perderam mais agentes livres do que eles contrataram no ano passado. Times que ganharam  e perderam a mesma quantidade, mas perderam um jogador de alto valor podem receber uma escolha, mas só na sétima rodada, após as escolhas compensatórias. Escolhas compensatórias não podem ser trocadas, e a colocação das escolhas compensatórias é determinada por uma fórmula que envolve o salário do jogador, tempo de jogo, e conquistas na pós-temporada com o novo time, sendo o salário o fator primário. Por exemplo, caso um time perca um linebacker que foi contratado por $2.5 milhões por ano como agente livre, pode pegar uma escolha na sexta rodada, enquanto um time que tenha perdido um wide receiver que fora contratado por $5 milhões por ano pode receber uma escolha na quarta rodada.
Se menos que 32 escolhas de tal tipo são dadas, as escolhas remanescentes são distribuídas na ordem que os times escolheriam numa hipotética oitava rodada (essas são chamadas de "escolhas compensatórias suplementares").
As escolhas compensatórias são dadas a cada ano no encontro anual da NFL que acontece no final de março; tipicamente, três ou quatro semanas antes do draft.

### Salários
A NFL aloca para cada time uma certa quantidade de dinheiro do seu limite de salários para contratar novatos em sua primeira temporada. Essa quantidade é baseada em uma fórmula não divulgada que atribui um certo valor para cada escolha no draft; logo, tendo mais escolhas ou escolhas mais cedo aumentam a quantidade alocada. Em 2008, a maior quantidade foi de $8.22 milhões para o Kansas City Chiefs, que teve 12 escolhas, incluindo duas na primeira rodada, enquanto a menor foi de $1.79 milhões para o Cleveland Browns que teve cinco escolhas, e nenhuma delas foi nas três primeiras rodadas.  O mecanismo exato para o limite de salários é realizado com um acordo entre a NFL e o sindicato dos jogadores (National Football League Players Association).
Os jogadores escolhidos (draftados) recebem salários que condizem com a posição em que foram escolhidos. Jogadores escolhidos no início da primeira rodada são melhores pagos, enquanto os das rodadas finais recebem menores salários. Após o draft, jogadores que não foram escolhidos ("undrafted"), podem assinar um contrato com qualquer time da liga. Esses agentes livres novatos normalmente não são tão bem pagos quanto os jogadores escolhidos no draft, sendo que quase todos assinam por uma duração mínima e salários baixos.
Duas facetas do limite de salários para novatos tem impacto na composiçao dos elencos. Primeiro, o salário base de um novato agente livre não conta para o limite de salários para novatos, embora certos bônus contam. Segundo, se um novato é trocado, a parte do limite relacionado a ele fica com o time que havia escolhido ele no draft, logo trocas de jogadores novatos é algo raro.
Times podem concordar contratar um jogador que possa participar do draft antes do draft começar. Isso só pode ser realizado só se o time tiver a primeira escolha geral. Um exemplo recente disso seria o quarterback Matthew Stafford e o Detroit Lions no Draft de 2009. O Lions, com a primeira escolha geral, fechou um contrato com Stafford um dia antes do draft começar oficialmente. Ao concordar com isso, Stafford havia sido escolhido automaticamente com a primeira escolha do draft.

### Perda da escolha
O comissionário da NFL tem o poder de retirar a chance da escolha de um time no draft. Por exemplo, em 2007, o New England Patriots foi penalizado por gravar os sinais defensivos de outros times para decifrá-los. Como resultado, o Patriots perdeu a escolha da primeira rodada do draft de 2008.

## Ver Também
- Mr. Irrelevant